# Трубчевск
Трубче́вск — город в Брянской области России. Административный центр Трубчевского района и Трубчевского городского поселения. Население — 13 287 чел. (2021).

## География
Город расположен на реке Десне, в 94 км к югу от Брянска.
Климат
Климат умеренно континентальный.
- Среднегодовая относительная влажность воздуха — 80 %. Среднемесячная влажность — от 68 % в мае до 89 % в ноябре и декабре.
- Среднегодовая скорость ветра — 2,5 м/с. Среднемесячная скорость — от 2,0 м/с в июле и августе до 2,9 м/с в январе и феврале[2].

| Показатель                                    | Янв.  | Фев.  | Март  | Апр.  | Май  | Июнь | Июль | Авг. | Сен. | Окт.  | Нояб. | Дек.  | Год   |
| --------------------------------------------- | ----- | ----- | ----- | ----- | ---- | ---- | ---- | ---- | ---- | ----- | ----- | ----- | ----- |
| Абсолютный максимум, °C                       | 8,0   | 12,0  | 20,8  | 28,9  | 32,0 | 33,7 | 37,6 | 38,7 | 30,4 | 26,4  | 17,5  | 10,6  | 38,7  |
| Средний суточный максимум, °C                 | −4,3  | −3,2  | 2,5   | 12,1  | 19,5 | 22,6 | 24,3 | 23,2 | 17,3 | 10,1  | 2,5   | −2,1  | 10,6  |
| Средняя температура, °C                       | −7,3  | −6,6  | −1,3  | 7,2   | 13,8 | 17,2 | 18,7 | 17,3 | 11,9 | 6     | −0,1  | −4,6  | 6,2   |
| Средний суточный минимум, °C                  | −10,4 | −10,1 | −4,8  | 2,8   | 8,3  | 11,9 | 13,5 | 12,1 | 7,4  | 2,5   | −2,4  | −7,2  | 2,1   |
| Абсолютный минимум, °C                        | −37,4 | −34,6 | −31,9 | −17,5 | −3,5 | 0,3  | 5,0  | 0,7  | −4,1 | −12,5 | −25,4 | −33,4 | −37,4 |
| Норма осадков, мм                             | 39    | 34    | 37    | 40    | 51   | 72   | 83   | 64   | 57   | 50    | 50    | 45    | 622   |
| Источник: Climatebase.ru, ФГБУ «ВНИИГМИ-МЦД», |       |       |       |       |      |      |      |      |      |       |       |       |       |

## История
В ранних источниках город называется Трубечем, Трубежем, Трубецком, Трубческом или Трубежском. Первоначально поселение располагалось в 10 км ниже по течению Десны, рядом с современной деревней Кветунь. Мощность культурного слоя на поселении составляла 60—80 см. Нижние слои относятся к юхновской археологической культуре раннего железного века. В древнерусских слоях исследованы жилища и металлургические горны. Среди находок древнерусского периода — фибулы, стеклянные браслеты и бусы, монеты (в том числе — византийская времен Константина VII). Судя по находкам тонких плинф и фрагментов голосника, на поселении в XI—XII вв. стоял каменный храм.
Рядом с поселением расположен курганный могильник, который был полностью раскопан в 1950—1970-х гг. (исследовано около 200 насыпей). Нижняя дата и поселения, и могильника — X в. Могильник делится на 10 курганных групп, каждая из которых являлась кладбищем одной или нескольких близких семей. Среди находок — украшения (височные кольца, гривны, подвески), предметы вооружения (топоры).
Борьба трубчан с половцами в 1185 году воспета в знаменитом «Слове о полку Игореве». В одном из походов северских дружин участвовал князь Всеволод Трубчевский, который двигался в половецкие земли через Севск и у реки Оскола соединился со своим братом, князем Новгород-Северским Игорем.

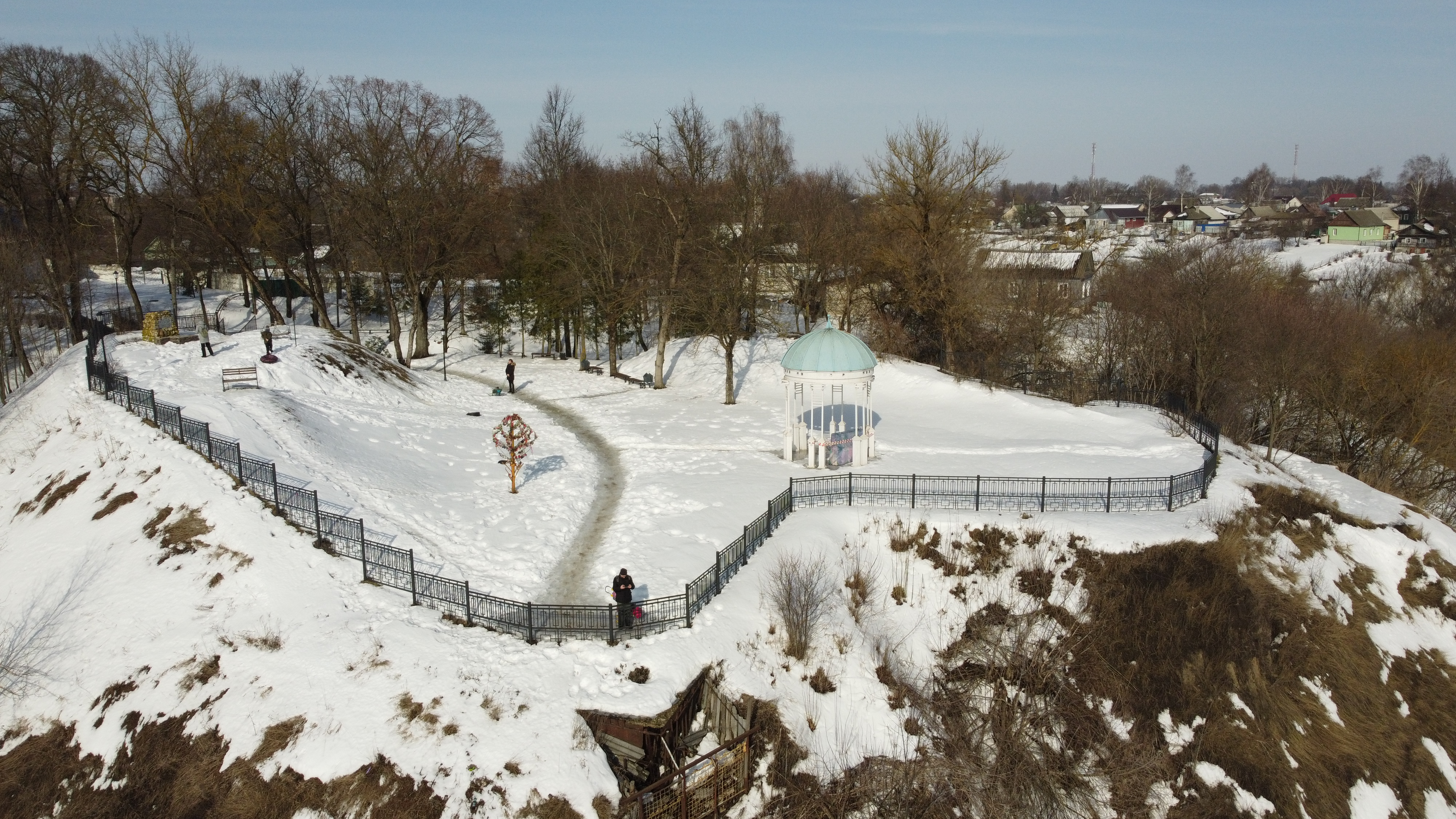
Соборная гора — место древнерусского Трубчевска

C XII века Трубчевск находится на современном месте (урочище Городок), является центром удельного княжества. В 1240 г. захвачен монголо-татарами. В 1356 году захвачен великим князем литовским Ольгердом и отдан в удел его сыну Дмитрию, родоначальнику династии князей Трубецких. Захвачен Великим княжеством Московским в ходе войны 1500—1503 года, в Смутное время (1609 г.) захвачен поляками (юридически отошёл к Речи Посполитой по Деулинскому перемирию 1618 г.). В 1644 году король польский и великий князь литовский Владислав IV в качестве жеста доброй воли передал России Трубчевск.

### Трубчевск в XVIII—XIX столетиях
В период 1650—1660-х годов на город совершались многочисленные набеги польских и крымскотатарских войск.
После заключения в 1667 году Андрусовского перемирия между Россией и Польшей Трубчевск теряет значение пограничной крепости. Однако город по-прежнему окружён земляным валом высотой до «трёх сажен, в подошве двух сажен», рвами «глубиной по осьми сажени», высокими деревянными стенами. Город восстанавливается, в том числе на месте Никольской церкви строится церковь Ильи Пророка, при которой устраивается монастырь.
Земляные укрепления вокруг территории современного городского парка (центр Трубчевска XVII—XVIII вв.) фигурируют и в материалах генерального межевания конца XVIII в. Это было связано с оборонительными мерами, проводимыми в жизнь Петром I в годы Северной войны. Находясь близ линии Смоленск — Чернигов, Трубчевск являлся важным военным пунктом, который нужно было, по распоряжению Петра, «…хотя мало подкрепить». Благодаря реформам Петра I в городе начали зарождаться промышленность, появились небольшие стекольные заводы, маслобойни и воскобойни.
Сельское хозяйство (оно составляло основу хозяйства, и Трубчевск в связи с этим постепенно становится центром земледельческого края) способствовало развитию торговли и возникновению предприятий по переработке сельскохозяйственного сырья. Увеличение посевной площади и рост урожайности зерновых стимулировали развитие мельничного дела и винокурения.
С 1708 по 1732 год Трубчевск входил в Киевскую губернию, с 1732 — по 1778 — в Белгородскую. В 1778 году Трубчевск стал уездным центром Орловского наместничества, а затем — губернии.
В 1796—1797 годах в Трубчевском и Севском уезде произошло крестьянское восстание, направленное против помещиков.
В годы Отечественной войны 1812 года Трубчевск стал специальной базой по заготовке провианта для русской армии. Отовсюду в город свозили муку, крупы, овёс и другие продукты, и ко времени перехода русских войск в Тарутинский лагерь в Трубчевске было заготовлено столько продуктов и фуража, что он мог в течение месяца снабжать 120-тысячную армию. Кроме того. жители Трубчевска собрали на нужды армии 14 760 рублей серебром и свыше 3 тысяч полушубков и сапог. По приказу Кутузова все запасы в октябре 1812 года из Трубчевска были переправлены в Тарутино.
После отмены крепостного права промышленное развитие Трубчевска ускорилось. В городе появились многочисленные предприятия по переработке сельскохозяйственной продукции.
Трубчевск вошёл в список городов, «имеющих архитектурные памятники, градостроительные ансамбли, являющиеся памятниками национальной культуры» в 1970 году.

### Оборона Трубчевска в 1941 году
31 августа в 18 км западнее Трубчевска развернулось, одно из первых, массовое встречное танковое сражение, длившееся до 8 сентября. Советские 141-я танковая бригада и 108-я танковая дивизия (около 200 танков) в составе подвижной группы генерала А. Н. Ермакова вступили в бой с превосходящими силами 47-го корпуса Гудериана (более 300 танков). Танки 141-й бригады шли в бой прямо с железнодорожных эшелонов, не успевая развернуться. Это дало возможность восстановить положение войск 13-й Армии, пополниться ей и вместе с 3-й армией вновь вступить в бой. До середины сентября враг был здесь остановлен и вместе с 13-й и 3-й армиями отброшен до р. Судость на расстояние более 40 км. Освобождено 16 населённых пунктов. Тогда, в августе-сентябре 1941 г. это было очень важно. И уже к середине сентября 1941 года противнику было практически нечем воевать в этих местах. Каждые четыре из пяти танков Гудериана были подбиты. И если города Брянщины он брал за 1-2 дня, то оборона Трубчевска, включая «трубчевский котёл», продлится два месяца.

В своём «Военном дневнике» Франц Гальдер 14 сентября 1941 г. Записал: «Положение с танками во 2-й танковой группе: 3-я тд — боеспособные танки — 20 процентов, требуют ремонта и безвозвратные потери — 80 процентов; 4-я тд — боеспособные танки — 20 процентов, требуют ремонта и безвозвратные потери — 71 процент; 17-я тд — боеспособные танки — 29 процентов, требуют ремонта и безвозвратные потери — 79 процентов; 18-я тд — боеспособные танки — 31 процент, требуют ремонта и безвозвратные потери — 69 процентов».

Таким образом, во 2-й танковой группе боеспособных танков оставалось 25 процентов.

Генерал-полковник Гейнц Вильгельм Гудериан напишет в книге воспоминаний о боях между Почепом и Трубчевском: «…Здесь мы впервые столкнулись с фанатичным сопротивлением русских».

20 октября 1941 года прорвала немецкие войска и вышла из «котла» группировка Брянского фронта, окружённая в районе Трубчевска.

Подведя краткий итог боевой деятельности войск Брянского фронта, — вспоминал в своей книге «На западном направлении» маршал Советского Союза А. И. Ерёменко, — «за период с 14 августа по 30 сентября 1941 года следует сказать, что контрудары и контратаки войск фронта, особенно контрудар в районе Трубчевска, позволили нашим войскам выиграть ценное время для подготовки сил и средств к новым решающим схваткам на Московском стратегическом направлении».
Во время оккупации в городе действовало сильное антифашистское подполье.
В то же время, в Трубчевске был сформирован «батальон общественной безопасности» из числа местных коллаборационистов, который возглавил Алексей Мельников (1889—1971, после войны — в эмиграции в Бразилии).
Трубчевск был освобождён от немецко-фашистских войск 18 сентября 1943 года войсками Брянского фронта в ходе Брянской операции:
63 А — 348 сд (генерал-майор Григорьевский Иван Фёдорович), 40 ск (генерал-майор Кузнецов Владимир Степанович), часть сил 250 сд (полковник Мохин Иван Васильевич), 35 ск (генерал-майор Жолудев Виктор Григорьевич).
В 1944 году Трубчевск становится районным центром в Брянской области.
В 1975 году население Трубчевска составляло 15 тыс. человек. В городе действовали три завода (овощесушильный, пенькотрепальный и сыроваренный), ткацкопрядильная фабрика, больничный комплекс, педагогическое училище, семь школ и четыре техникума.

### Исторические названия улиц
С приходом к власти большевиков, в Трубчевске была переименована большая часть дореволюционных названий улиц.
| Дореволюционные названия | Современные (советские) названия |
| ------------------------ | -------------------------------- |
| Орловская улица          | Ленина                           |
| Архангельская улица      | Володарского                     |
| Ильинская улица          | Дзержинского                     |
| Солдатская улица         | Красноармейская                  |
| Полевая улица            | III-го Интернационала            |
| Жучинская улица          | Куйбышева                        |
| Смоленская улица         | Урицкого                         |
| Малая Мещанская улица    | Фрунзе                           |
| Большая Мещанская улица  | Луначарского                     |
| Покровская улица         | Карла Маркса                     |
| Тимоновская улица        | Свердлова                        |
| Поповская улица          | Воровского                       |
| Косогорная               | Розы Люксембург                  |
| Безымянная               | Карла Либкнехта                  |
| Стретенская улица        | Пл. Степана Разина               |

## Население
| 1856    | 1866    | 1897    | 1913    | 1926    | 1931    | 1939    | 1950    | 1959    |
| ------- | ------- | ------- | ------- | ------- | ------- | ------- | ------- | ------- |
| 4000    | ↗6000   | ↗7400   | ↗8500   | ↗11 100 | ↗12 200 | ↘8345   | ↘7800   | ↗9605   |
| 1970    | 1979    | 1989    | 1992    | 1996    | 1998    | 1999    | 2000    | 2001    |
| ↗12 079 | ↗14 410 | ↗16 301 | ↗16 400 | ↗17 200 | ↗17 700 | ↘17 400 | ↘16 900 | ↘16 500 |
| 2002    | 2003    | 2005    | 2006    | 2007    | 2008    | 2009    | 2010    | 2011    |
| ↘16 342 | ↘16 300 | ↘16 100 | ↘15 900 | ↘15 700 | ↘15 500 | ↘15 163 | ↘15 014 | ↘14 949 |
| 2012    | 2013    | 2014    | 2015    | 2016    | 2017    | 2018    | 2019    | 2020    |
| ↘14 648 | ↘14 472 | ↘14 073 | ↘13 921 | ↘13 802 | ↘13 696 | ↗14 001 | ↘13 695 | ↘13 613 |
| 2021    |         |         |         |         |         |         |         |         |
| ↘13 287 |         |         |         |         |         |         |         |         |

На 1 января 2025 года по численности населения город находился на 829-м месте из 1124 городов Российской Федерации.

## Экономика
Наиболее значимые предприятия Трубчевска:
- АО «Монолит»,
- компания «Агропромволокно»,
- ГУ «Трубчевское лесничество»,
- АО «Трубчевская мануфактура»,
- ОАО «Трубчевскхлеб»,
- АО «Деснянские сыры»,
- ООО «Деснянский пищекомбинат»,
- ООО «Деснянский завод теплиц»,
- ОАО «Мираторг».

## Образование и культура
В городе действуют:
- Трубчевский профессионально-педагогический колледж,
- Трубчевский политехнический техникум,
- Трубчевский аграрный колледж,
- Трубчевский автомеханический техникум (вошёл в состав Трубчевского политехнического техникума)
- средние школы № 1 и 2,
- Трубчевская гимназия им. М. Т. Калашникова.

Работают:
- Дом культуры,
- Трубчевский краеведческий музей,
- планетарий.

## Достопримечательности
- Храм во Имя Святой Троицы;
- Церковь Спаса Преображения;
- Покровская церковь;
- Сретенская церковь;
- Кветуньское городище;
- Руины Чолнского монастыря;
- Парк культуры и отдыха имени А. М. Горького;
- Пожарная каланча;
- Церковь Ильи Пророка.

## Транспорт
С автовокзала города автобусы отправляются в Брянск, Москву, Стародуб, Белая Берёзка, Погар.

## Радио
- 73,94 (Молчит) Радио России / ГТРК Брянск
- 102,4 Авторадио
- 102,8 Радио Дача
- 103,8 Дорожное радио
- 107,4 Радио России / ГТРК Брянск